# Eendrachtstelling

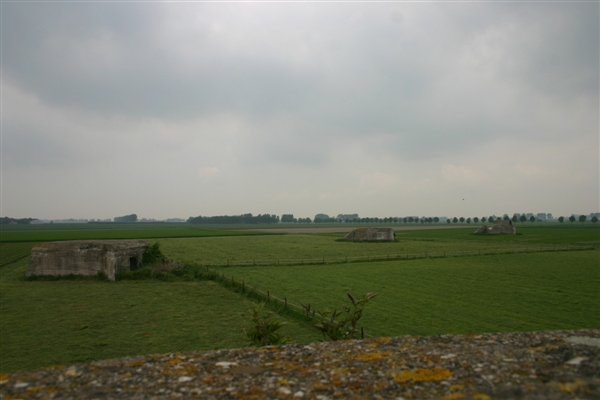
Zicht op de veldstelling vanaf de meest oostelijke bunker.

De Eendrachtstelling (in het Duits Eendracht Stellung) was een Duitse verdedigingslinie die tijdens de Tweede Wereldoorlog de toegang tot het Hollands Diep en het Volkerak bewaakte, de monding van de Rijn en Maas. De naam is afkomstig van de polder waarin de stelling ligt, de Eendrachtspolder.

## Stelling
De stelling is gebouwd tussen 1942 en 1943 en bestond uit twee veldlinies waarvan de voorste een viertal geschutsopstellingen van het model 612 telde, gebruikt voor de veldartillerie en een tweede reservelinie die bestond uit een drietal kleinere verscholen bunkers op enkele honderden meters van de eerste. De versterkingen vormen samen met de Stelling Dintelmond en de vestingwerken van Willemstad de zuidelijke, benedenrivierse, verdediging van het Hollands Diep.
Tijdens de gevechten in en rond Steenbergen in september 1944 is de stelling grotendeels geflankeerd doordat de Canadese en Amerikaanse eenheden via de Welberg om Steenbergen heen trokken en zo de Duitse posities relatief gemakkelijk konden overrompelen.     

## Restanten
Alle zeven bunkers zijn nog duidelijk in het landschap aanwezig. De bunkers van de veldartillerie-stelling (eigendom van Rijkswaterstaat) bevinden zich alle in zeer goede staat, zelfs het tweetal op het dak geplaatste Tobruks zijn intact. De staat van de bunkers binnen de reservelinie is wisselvalliger, het type 612 is in zeer goede staat, de staat van de VF-bunker is redelijk, terwijl het kleinere tobruk zich in slechte staat bevindt. De veldstelling is vrij te bezoeken dankzij landpaden, de reservelinie bevindt zich deels op een woonerf. De 4 geschutsopstellingen bevinden zich tussen de Zonnekreekseweg en het Zwarte Wiel in Steenbergen.